# سورن استرونبرگ
سورن استرونبرگ (دانمارکی: Søren Strømberg؛ ‏ ۲۷ نوامبر ۱۹۴۴ - ۲۷ نوامبر ۱۹۴۴) بازیگر اهل دانمارک بود.

## گزیدهٔ فیلم‌شناسی
- مأمور ۶۹ ینسن در برج قوس (۱۹۷۸)
- مأمور ۶۹ ینسن در برج عقرب (۱۹۷۷)
- ملوانان کنار تخت (۱۹۷۶)
- دختران هم‌رزم ۲ (۱۹۷۶)
- دختران هم‌رزم (۱۹۷۵)
- بیا کنار تخت من (۱۹۷۵)
- دندان‌پزشک کنار تخت (۱۹۷۱)
- مازورکای کنار تخت (۱۹۷۰)
- هدیه (۱۹۶۶)